# Casa Pilloa
Casa Pilloa è un complesso ospitaliero medievale nel comune della Spezia, posto sulle pendici del monte Santa Croce nella catena di alture del lato occidentale del golfo.
Situata in un bosco, casa Pilloa si raggiunge con il sentiero 525 che collega Fabiano alla Sella Gesuela, a poche centinaia di metri da quest'ultima. La si può raggiungere anche da Biassa e da Campiglia percorrendo l'AVG fino alla Sella Gesuela e da qui prendere il sentiero per la Madonna dell’Olmo.

## Storia
L’antico insediamento è citato in un atto del 1247 quando il terreno diventa proprietà dei monaci dell'Abbazia di San Venerio del Tino che vi costruiscono un ospitaleper i pellegrini della Via Francigena.
Due anni più tardi, in loco digitur Pillora,  il 19 febbraio 1249 è stilato un altro atto con cui prete Roberto, per conto dell’Arcivescovo di Genova quale delegato di Papa Innocenzo IV, mette in possesso del Monastero del Tino i beni tenuti da Tealdino, Giorgio e Gerbino di Biassa. 
Situato in un luogo impervio e ben protetto il complesso ebbe grande importanza come ricovero per i pellegrini ed i viandanti che proveniendo dalla Francia percorrevano questa via diretti a Roma in epoca tardo medioevale. 
La Santa Croce che era esposta nella piccola chiesa del complesso fu trasferita nel XVII secolo nel Santuario della Madonna dell’ Olmo.
Persa la sua funzione, l’edificio divenne possedimento e residenza stagionale di un ramo della famiglia Doria e infine fu adibito a fattoria agricola. 

 Alla fine del XIX secolo il complesso era ancora abitato da mezzadri della zona. 
Oggi è in stato di completo abbandono.

## Architettura
Il complesso è costruito in pietra arenaria di Biassa e si articola in un grande edificio su due piani: il piano terreno era destinato agli spazi comuni per l’accoglienza, quello superiore alle camere per i viandanti.
Un grande locale del piano terra conserva ancora integra una possente copertura a crociera in pietra. 
Nel grande ambiente all’estrema sinistra del piano terreno sono visibili grandi arcate che si articolano da bassi pilastri.
Altre porte del piano terreno sono ad arco ribassato o ad architrave. Piccole finestre sono ricavate nello spessore dei muri.
Ad eccezione della grande stanza con la volta a crociera gli altri ambienti del piano terreno sono ormai privi di soffitto che in origine presumibilmente era in legno e che fungeva da pavimento al piano superiore. Mancano del tutto le coperture del tetto. 
Tra i locali visitabili è anche la piccola cappella che ospitava la Croce e un dipinto, che sono stati trasferiti nel XVII secolo nel Santuario della Madonna dell’Olmo, allora appena costruito.
Sono visibili anche cisterne per la riserva di acqua e postazioni per i camini.
Accanto all’edificio è l’antica strada detta della Marchesina, percorsa dai pellegrini medievali e ampliata dai Doria.